# Plexaura corticosa
Plexaura corticosa is een zachte koraalsoort uit de familie Plexauridae. De koraalsoort komt uit het geslacht Plexaura. Plexaura corticosa werd in 1860 voor het eerst wetenschappelijk beschreven door Duchassaing & Michelotti. 